# Barranc del Meüll
El Barranc del Meüll és un barranc del terme de Castell de Mur (antic terme de Mur), al Pallars Jussà.
Es forma a ponent del poble del Meüll i a llevant de los Tossalets, i davalla de primer cap al sud i després cap a ponent, moment en què recorre per sota i al nord de l'Obaga del Meüll, fins que conflueix amb el barranc d'Eloi.